# Cockpit (magazine d'aviation)
Pour les articles homonymes, voir Cockpit.
Cockpit était une revue suisse d’aviation destinée à la jeunesse.

## Généralités
Sous titré Le magazine d'aviation pour la jeunesse, Cockpit était une revue d’aviation suisse mensuelle apparue au début de l’année 1960. Son rédacteur responsable et éditeur pour la version en langue française était Gilbert R. Jaques à Genève tandis que la reproduction pour la France était assurée par Marcel Martin à Toulouse et par R. Wtterwulghe à Bruxelles pour la Belgique, le copyright étant accordée à World TrafFic Editions, Vevey, en Suisse.